# Roberto Carretero
Roberto Carretero (Madrid, 30 de agosto de 1975)  es un extenista profesional.
Su mejor victoria se dio en el torneo de Hamburgo sobre tierra batida. Este torneo tenía una clasificación equivalente a los actuales Máster 1000.
El último partido del jugador madrileño fue en Palermo, Italia; el partido lo jugó ante el estadounidense Hugo Armando, y el resultado fue de 7-5 6-1 en contra de Roberto.
Actualmente es comentarista deportivo en Movistar +.

## Títulos (1)

### Individuales (1)
| Leyenda                |
| Grand Slam (0)         |
| Tennis Masters Cup (0) |
| ATP Masters Series (1) |
| ATP Tour (0)           |

| N.º | Fecha              | Torneo             | Superficie    | Oponente en la final | Resultado       |
| --- | ------------------ | ------------------ | ------------- | -------------------- | --------------- |
| 1.  | 11 de mayo de 1996 | Hamburgo, Alemania | Tierra batida | Àlex Corretja        | 2-6 6-4 6-4 6-4 |

### Clasificación en torneos del Grand Slam
| Torneo               | 1997 | 1996 | Títulos |
| -------------------- | ---- | ---- | ------- |
| Abierto de Australia | 1r   | -    | 0       |
| Roland Garros        | 2r   | 1r   | 0       |
| Wimbledon            | -    | -    | 0       |
| US Open              | -    | 2r   | 0       |
| Tennis Masters Cup   | -    | -    | 0       |

### Dobles (0)
| Leyenda                |
| Grand Slam (0)         |
| Tennis Masters Cup (0) |
| ATP Masters Series (0) |
| ATP Tour (0)           |